# Catonyx
Catonyx és un gènere extint de peresosos terrestres de la família dels milodòntids.

## Distribució
Catonyx era endèmic de Sud-amèrica, on vivia a terra i no pas als arbres, com ho fan els peresosos actuals. Visqué durant el Plistocè, des de fa 1.750.000 anys fins fa 11.700 anys.

## Taxonomia
El gènere Catonyx fou descrit per Ameghino el 1891 i Timothy J. Gaudin l'assigna als escelidoterins el 1995.